# Guide Keeling du Japon

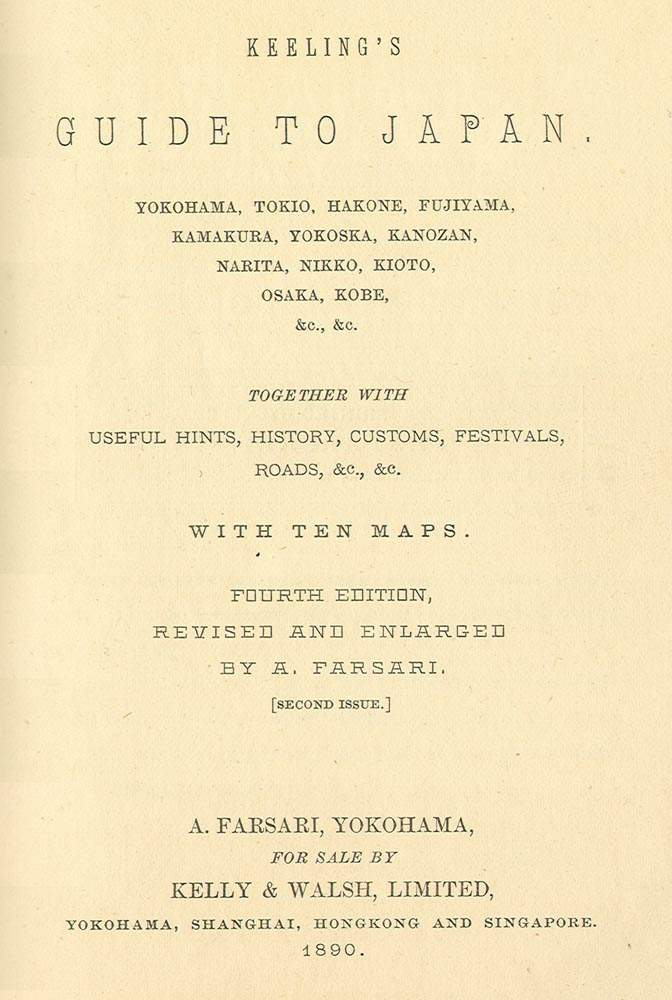
Page de titre d'une édition du Guide de Keeling du Japon, 1890.

Le Guide Keeling du Japon était un guide touristique publié au XIXe siècle par la firme de Yokohama A. Farsari & Co. Le guide fournissait des cartes précises et détaillées et des plans de villes japonaises et de sites touristiques ; avec la description des sites, des services et des itinéraires suggérés ; de nombreuses informations sur les restaurants ; et des publicités (dont une pour le studio photographique de Farsari). Du fait de tous ces détails très précis, le guide a une grande importance historique car il permet de mieux comprendre le Japon de la deuxième moitié du XIXe siècle.